# Blaringem
Blaringem (officieel: Blaringhem) is een gemeente in de Franse Westhoek, in het Franse Noorderdepartement (Frans: département du Nord). De gemeente ligt in Frans-Vlaanderen in het Houtland. Blaringem grenst aan de gemeenten Linde, Zerkel, Moerbeke, Steenbeke, Boezegem, Wittes, Roquetoire, Racquinghem, Wardrecques en Ruisscheure. De gemeente telde op 1 januari 2022 2.046 inwoners.

## Geschiedenis
Deze streek was al bewoond tijdens het Laat-Neolithicum, uit welke tijd men verbrandingsresten heeft aangetroffen. In 1069 werd de plaats voor het eerst vermeld, als Blaringehem, een persoonsnaam en een -heem uitgang.
Blaringem was verdeeld tussen het Graafschap Vlaanderen en het Graafschap Artesië, en werd pas verenigd toen het gebied werd veroverd door Lodewijk XIV en aan Frankrijk kwam.

## Bezienswaardigheden

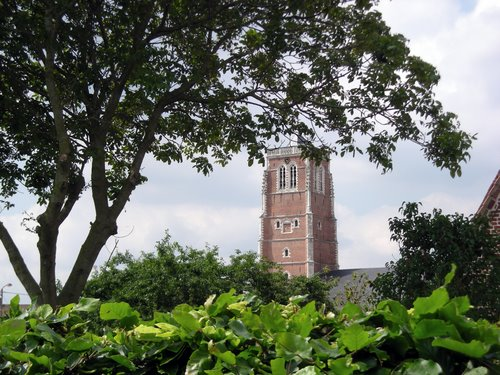
De Sint-Maartenskerk in Blaringem

- De Sint-Maartenskerk (Église Saint-Martin)
- Op het Kerkhof van Blaringem liggen 4 Britse oorlogsgraven uit de Eerste Wereldoorlog

## Geografie
De oppervlakte van Blaringem bedroeg op 1 januari 2022 18,23 vierkante kilometer; de bevolkingsdichtheid was toen 112,2 inwoners per km².

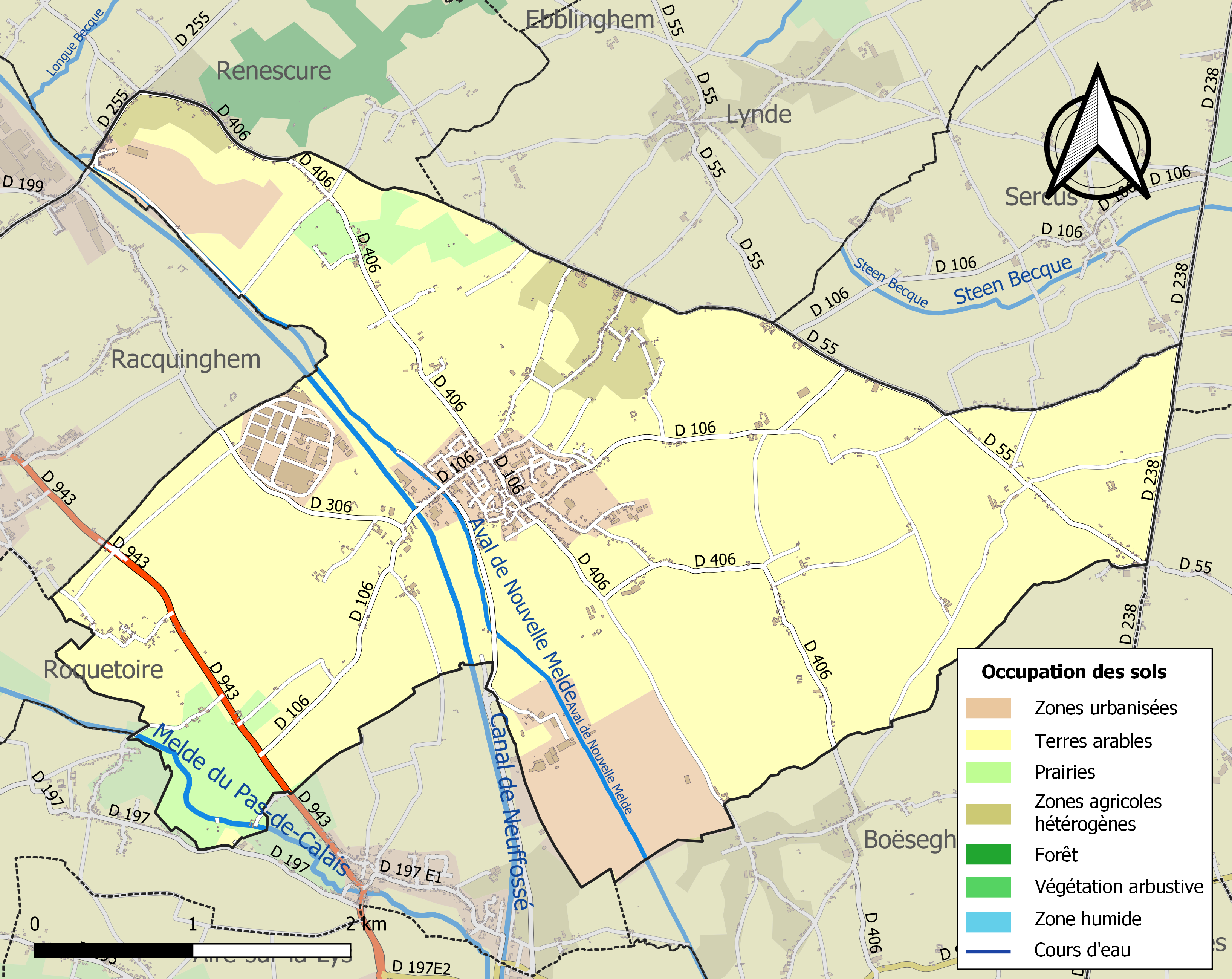
Kaart van de gemeente met belangrijkste infrastructuur, bodemgebruik en omliggende gemeenten

Door de gemeente loopt de Nieuwegracht (Canal de Neuffossé) die de Aa in Sint-Omaars verbindt met de Leie bij Aire-sur-la-Lys. Het vormde de grens tussen Graafschap Artesië en Graafschap Vlaanderen. De hoogte varieert tussen 17 en 67 meter.

## Demografie
Onderstaande figuur toont het verloop van het inwonertal (bron: INSEE-tellingen).

## Nabijgelegen kernen
Boezegem, Steenbeke, Racquinghem, Wittes, Zerkel, Linde
Blaringem · Boezegem · Ebblingem · La Gorgue  · Haverskerke · Hazebroek · Linde · Meregem · Moerbeke · Nieuw-Berkijn · Ruisscheure · Steenbeke · Stegers · Tienen · Waalskappel · Zerkel
Armboutskappel · Arneke · Bambeke · Bavinkhove · Belle · Berten · Bieren · Bissezele · Blaringem · Boeschepe · Boezegem · Bollezele · Borre · Bray-Dunes · Broekburg · Broekkerke · Broksele · Buisscheure · Drinkam · Duinkerke · Ebblingem · Eke · Ekelsbeke · Eringem · Gijvelde · Godewaarsvelde · La Gorgue · Grand-Fort-Philippe · Grevelingen · Groot-Sinten · Hardefoort · Haverskerke · Hazebroek · Herzele · Holke · Hondegem · Hondschote · Hooimille · Houtkerke · Kaaster · Kapelle · Kapellebroek · Kassel · Killem · Kraaiwijk · Krochte · Kwaadieper · Lederzele · Ledringem · Leffrinkhoeke · Linde · Loberge · Loon · Meregem · Merkegem · Merris · Meteren · Millam · Moerbeke · Niepkerke · Nieuw-Berkijn · Nieuw-Koudekerke · Nieuwerleet · Noordpene · Ochtezele · Okselare · Oostkappel · Oud-Berkijn · Oudezele · Pitgam · Pradeels · Rekspoede · Rubroek · Ruisscheure · Sint-Janskappel · Sint-Joris · Sint-Mariakappel · Sint-Momelijn · Sint-Pietersbroek · Sint-Silvesterkappel · Sint-Winoksbergen · Soks · Spijker · Stapel · Steenbeke · Steenvoorde · Steenwerk · Stegers · Stene · Strazele · Terdegem · Téteghem-Coudekerque-Village · Tienen · Uksem · Vleteren · Volkerinkhove · Waalskappel · Warrem · Waten · Wemaarskappel · Westkappel · Wilder · Winnezele · Wormhout · Wulverdinge · Zegerskappel · Zerkel · Zermezele · Zoeterstee · Zuidkote · Zuidpene